# Xã Southwest, Quận Warren, Pennsylvania
Xã Southwest (tiếng Anh: Southwest Township) là một xã thuộc quận Warren, tiểu bang Pennsylvania, Hoa Kỳ. Năm 2010, dân số của xã này là 527 người.